# Poly (website)
Poly là một website được tạo bởi Google để người dùng duyệt, phân phối và tải xuống các đối tượng 3D. Nó có tính năng một thư viện miễn phí có chứa hàng ngàn đối tượng 3D để sử dụng trong thực tế ảo và các ứng dụng thực tế tăng cường. Nó được thiết kế để cho phép người sáng tạo dễ dàng chia sẻ và truy cập các đối tượng 3D.

## Các tính năng
Người dùng có thể tìm kiếm thư viện mô hình Poly bằng các từ khóa cụ thể và tải lên và tải xuống các mô hình ở định dạng tệp OBJ. Hầu hết các mô hình có thể được "phối lại" bằng cách sử dụng Tilt Brush và tích hợp ứng dụng Google Blocks; đối tượng phối lại được tự động xuất bản trên Poly với tín dụng và liên kết đến người sáng tạo gốc. Có thể xem các đối tượng bằng Cardboard hoặc Chế độ xem Daydream. Người dùng cũng có thể tạo các ảnh GIF động đơn giản của các đối tượng để tải xuống.

### API
Vào ngày 30 tháng 11 năm 2017, Google đã phát hành API Poly. Nó cho phép các nhà phát triển dễ dàng tích hợp các đối tượng 3D vào các dự án của họ và cung cấp cho người dùng quyền truy cập vào thư viện đối tượng trong khi bản thân ứng dụng đang chạy. API có thể được sử dụng cho các ứng dụng web, Android và iOS, trong khi Bộ công cụ Poly được yêu cầu cho các nhà phát triển Unity và Unreal.